# Kazimierz Maksymilian Kuczyński
Kazimierz Maksymilian Kuczyński (ur. 30 czerwca 1884 w Dymidowie, gmina Bortniki, zm. 1 czerwca 1958 w Krakowie) – polski inżynier-rolnik, działacz społeczny, poseł na Sejm IV kadencji (1935–1938) w II Rzeczypospolitej.

## Życiorys
Był synem Józefa i Petroneli. Ukończył szkołę realną w Tarnopolu i studia rolnicze na politechnice we Lwowie, uzyskując w 1907 roku stopień inżyniera-rolnika. 
W latach 1907–1908 pracował jako asystent przy Katedrze Chemii Akademii Rolniczej w Dublanach, następnie odbył jednoroczną służbę w armii austriackiej. W okresie 1909–1920 pracował jako inżynier technicznej kontroli skarbowej w Krakowie (rejon Wieliczki) i Lwowie (rejon Żółkwi). 
Był członkiem „Sokoła”, zarządu TSL, organizatorem kółka rolniczego i działającego przy nim sklepu w Żółkwi. 
Pełnił wiele funkcji społecznych, m.in. był: w 1919 roku sekretarzem Komitetu Narodowego w powiecie żółkiewskim, członkiem Rady Gminnej i Gromadzkiej w Czernichowie, Rady i Wydziału Powiatowego w Krakowie, Rady Szkolnej Powiatowej, Rady KKO powiatu krakowskiego, członkiem zarządu Okręgowego Towarzystwa Rolniczego w Krakowie i organizatorem jego ekspozytury w Czernichowie, radcą krakowskiej Izby Rolniczej, prezesem TSL, członkiem Powiatowego Komitetu WFPW (Wychowania Fizycznego i Przysposobienia Wojskowego) oraz działaczem LOPP. 
Od 1920 roku do przejścia na emeryturę w 1950 roku był związany z Państwową Średnią Szkołą Rolniczą w Czernichowie: początkowo był tam wykładowcą chemii i technologii, od 1923 roku był dyrektorem, ponadto zorganizował internat, harcerski hufiec szkolny i folwark. 
W wyborach parlamentarnych w 1935 roku został wybrany posłem na Sejm IV kadencji (1935–1938) 47 198 głosami z okręgu nr 82, obejmującego powiaty: krakowski i chrzanowski. W kadencji tej pracował w komisjach: oświatowej i rolnej. Zrzekł się mandatu 31 sierpnia 1936 roku, a jego mandat wygasł 1 grudnia 1936 roku.
W czasie II wojny światowej prowadził tajne nauczanie, po wojnie był członkiem ZNP. Od 1950 roku pracował w przemyśle tłuszczowym i skórzanym.

## Ordery i odznaczenia
- Złoty Krzyż Zasługi (9 listopada 1932)[3]